# Административное деление Архангельска

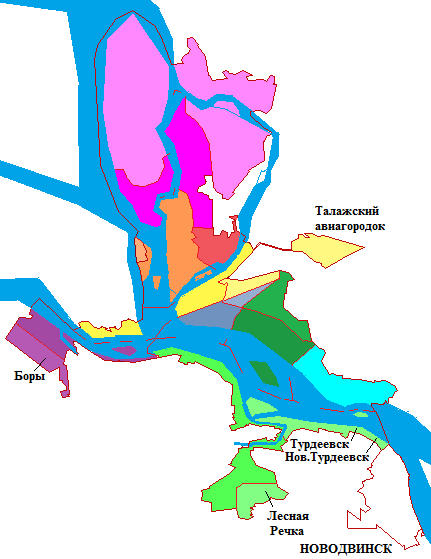
Территориальные округа Архангельска
Варавино-Фактория
Исакогорский
Ломоносовский
Маймаксанский
Майская Горка
Октябрьский
Северный
Соломбальский
Цигломенский

Город Архангельск разделён на 9 территориальных округов:
В рамках административно-территориального устройства области город является центром Приморского района, в который не входит, составляя отдельную от него административно-территориальную единицу — город областного значения
Архангельску подчинены 5 сельских населённых пунктов, вместе с которыми в рамках муниципального устройства город образует одноимённое муниципальное образование город Архангельск со статусом городского округа.
Территориальные округа не являются муниципальными образованиями.

## Территориальные округа
| Округ             | Население, 2021 г. | Код ОКАТО  |
| ----------------- | ------------------ | ---------- |
| Варавино-Фактория | ↘31 008            | 11 401 363 |
| Исакогорский      | ↘18 823            | 11 401 365 |
| Ломоносовский     | ↘62 575            | 11 401 370 |
| Маймаксанский     | ↘17 861            | 11 401 373 |
| Октябрьский       | ↘72 615            | 11 401 380 |
| Майская Горка     | ↘41 903            | 11 401 372 |
| Северный          | ↘16 545            | 11 401 388 |
| Соломбальский     | ↘31 933            | 11 401 390 |
| Цигломенский      | ↘7936              | 11 401 395 |

## Населённые пункты
Исакогорскому территориальному округу подчинены посёлки Турдеевск, Лесная речка и Новый Турдеевск; Октябрьскому — посёлок Талажский авиагородок; Цигломенскому — посёлок  Боры.
| № | Населённый пункт      | Тип населённого пункта | Население | Терр. округ  |
| - | --------------------- | ---------------------- | --------- | ------------ |
| 1 | Архангельск           | город                  | ↘294 914  |              |
| 2 | Боры                  | посёлок                | ↘44       | Цигломенский |
| 3 | Лесная речка          | посёлок                | ↗2709     | Исакогорский |
| 4 | Новый Турдеевск       | посёлок                | →0        | Исакогорский |
| 5 | Талажский авиагородок | посёлок                | ↗3298     | Октябрьский  |
| 6 | Турдеевск             | посёлок                | ↘947      | Исакогорский |

## История
Первые районы Архангельска, Архангельский и Маймаксанский, были образованы 28 декабря 1930 года.
В апреле 1932 года число районов было увеличено и их стало шесть: Верхне-Двинский, Исакогорский, Маймаксанский, Соломбальский, Центральный, Цигломенский. Уже в конце года Верхне-Двинский район был присоединён к Центральному, а Центральный переименован в Октябрьский.
В 1933 году Цигломенский район был переименован в Пролетарский.
В 1936 году из состава Октябрьского района был выделен Ежовский район.
В 1939 году из состава Октябрьского района был выделен Ломоносовский район. В том же году Ежовский район был переименован в Первомайский.
В 1952 году был упразднён Пролетарский район.
В 1955 году были упразднены Маймаксанский и Первомайский районы.
Долгое время город делился на 4 района: Исакогорский, Ломоносовский, Октябрьский и Соломбальский.
В 1991 году, в соответствии с постановлением мэра г. Архангельска от 13 ноября 1991 года № 2 и решением Архангельского городского Совета депутатов от 15 ноября 1991 года № 88 «Об образовании территориальных городских округов», была произведена реорганизация структуры органов управления города, в результате которой ликвидировано деление на районы и образованы 9 территориальных округов, которые сохраняются по настоящее время.